# Liebig-reclameplaatjes

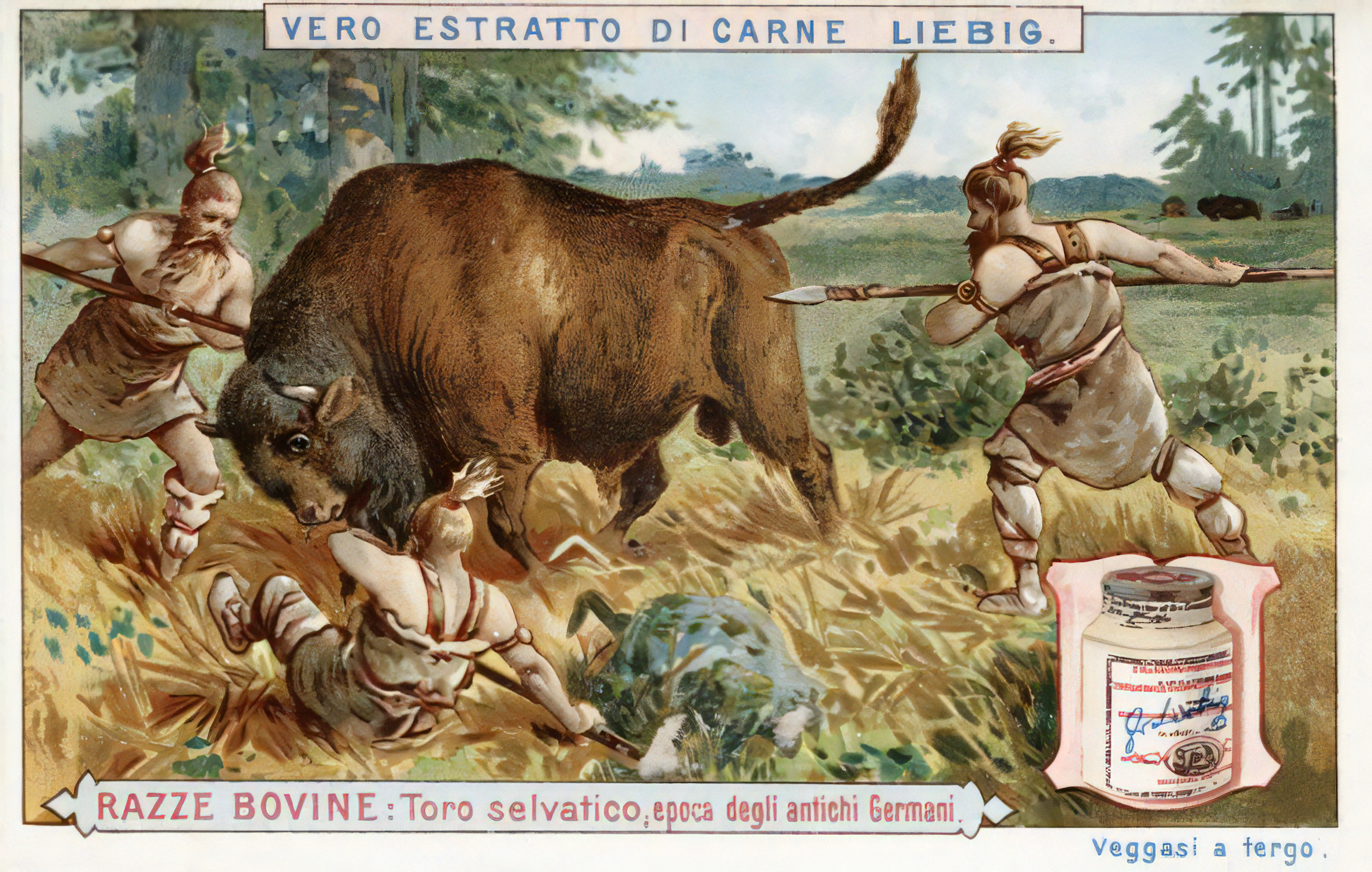
Italiaans Liebigplaatje ca. 1900

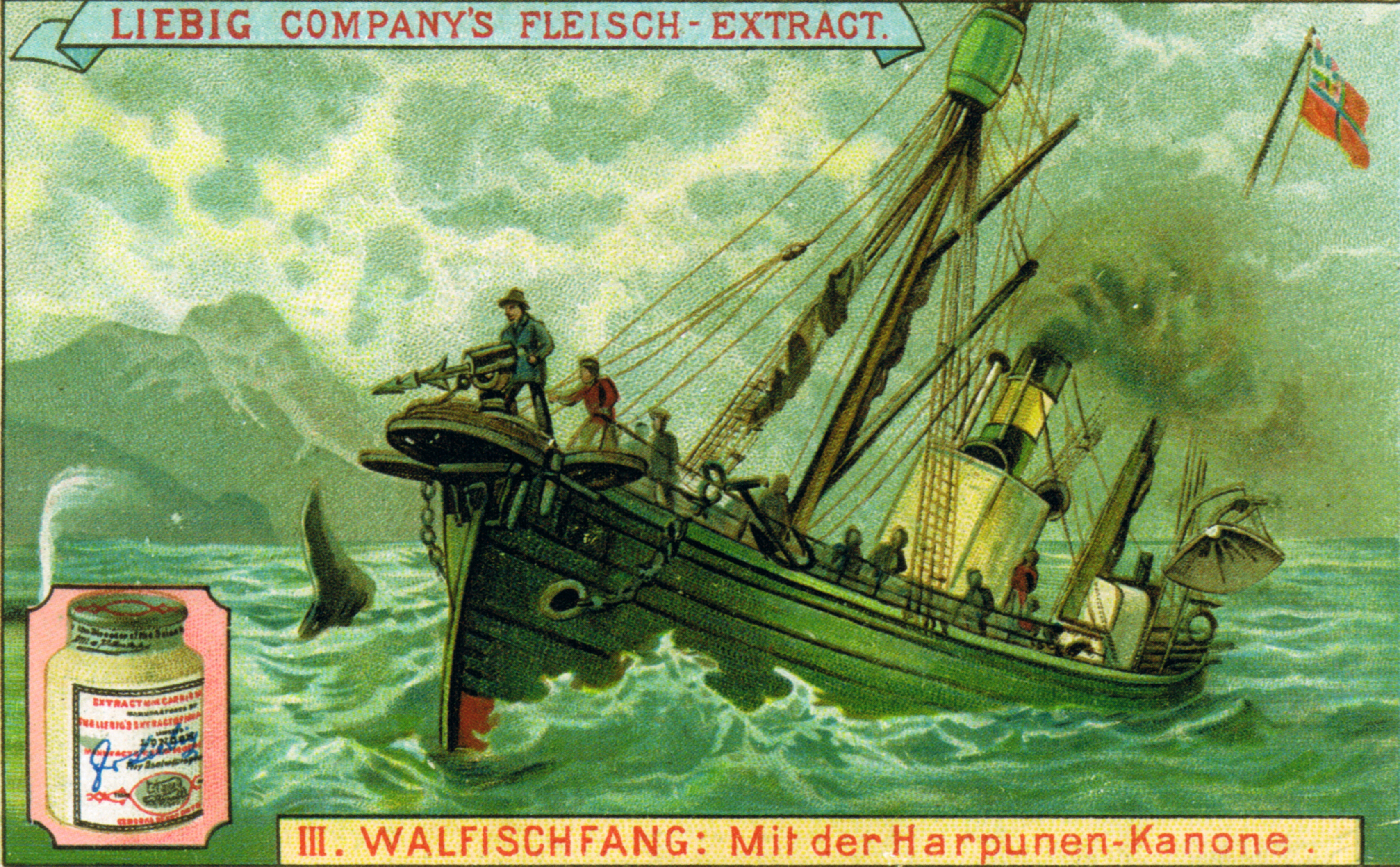
Duits Liebigplaatje uit ca. 1900

Liebig-reclameplaatjes zijn kleurenlitho-prentjes die van 1872 tot 1975 werden uitgegeven. De Liebig-prentenverzameling is een van de grootste chromoverzamelingen. Zij omvat 1871 verschillende reeksen, de meeste van zes prenten. Buiten de verschillende talen waarin de reeksen werden uitgegeven omvat de oorspronkelijke verzameling ongeveer 11.500 prenten. De oudere prentenseries zijn zeer zeldzaam en worden door veel verzamelaars gezocht.
De zogenaamde chromo's (kleurenafbeeldingen) zijn vervaardigd in een steendrukkerij volgens de methode waarbij gebruik wordt gemaakt van het vet in het tekenmateriaal en het vet in de drukinkt. De tekening wordt direct op de kalksteen aangebracht. Wanneer dat heeft plaatsgevonden, wordt de steen nat gemaakt en het tekenmateriaal vervangen door drukinkt en dan kan het drukproces op papier beginnen. Daar een Liebig-afbeelding uit twaalf kleuren bestaat, moesten dan ook twaalf stenen gebruikt worden om het plaatje op papier te brengen. Er bestaat een serie Liebig-chromo's waarop het gehele productieproces wordt weergegeven.

## Geschiedenis van de chromo-afbeelding

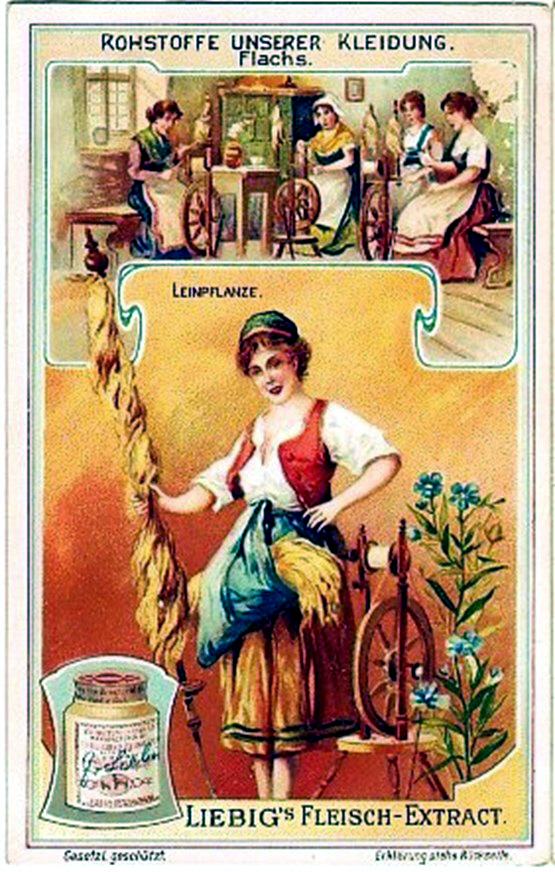
Duits Liebigplaatje uit 1907

Het gebruik van de chromo-afbeelding als reclamemateriaal begon in Parijs omstreeks 1850 in het warenhuis Au Bon Marché, dat op het idee kwam klanten te winnen door hun kinderen een kleurenprentje aan te bieden. Dat had resultaat. Later bracht de industriële revolutie nieuwe producten op de markt zoals geconcentreerde melk, chocolade, vleesbouillon en soepen. De chromo's werden een middel om de verkoop van die producten te vergroten.

## Liebig vleesextract

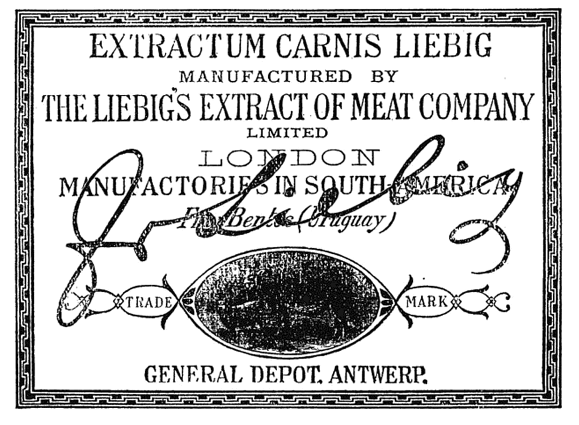
Liebig's handelsmerk nr. 185 uit 1876

De Duitse chemicus Baron Justus von Liebig ontwikkelde rond 1840 een methode voor de productie van vloeibare vleesextracten. In 1865 liet hij de handelsnaam Liebig's Extract of Meat Company Ltd (LEMCO) registreren. Zo startte hij een bedrijf dat op een goedkope wijze bouillon maakte als alternatief voor echt vlees.
Het product werd onder leiding van Charles Gunther, een directeur van Liebig's, zeer succesvol onder de handelsnaam OXO. In 1899 werd de vloeibare versie onder die naam geregistreerd. De naam is waarschijnlijk afgeleid van ox, het Engelse woord voor os. In 1910 kwam het extract op de markt in de vorm van een bouillonblokje, een zogenaamd penny-blokje, dat zo goedkoop was dat iedereen het zich kon veroorloven.

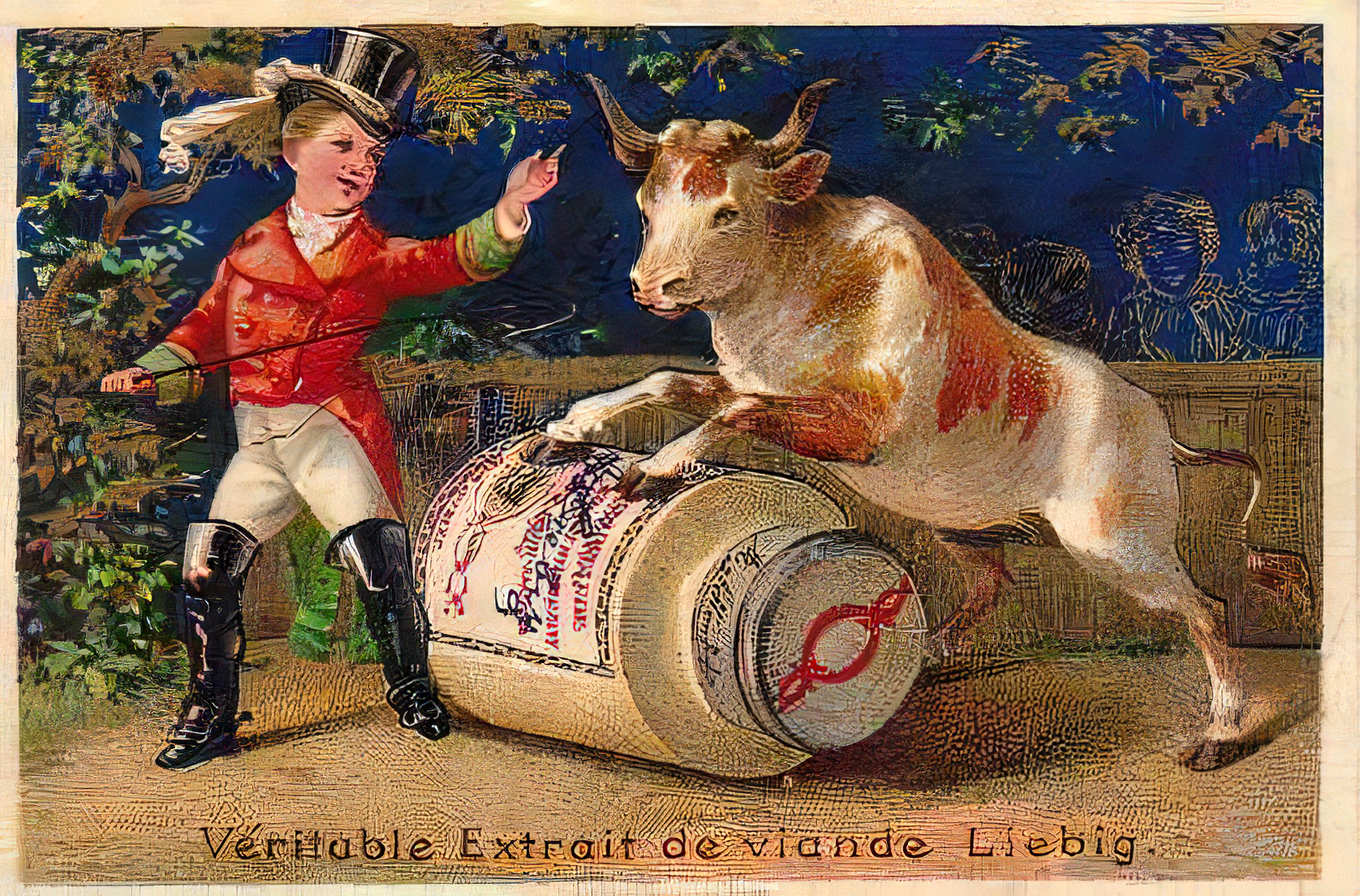
Frans Liebigplaatje uit 1884

Bij Liebig's producten werden reclame-chromo's gevoegd, met op de ene zijde een afbeelding en op de andere zijde een reclameboodschap voor de consument. De kinderen van de consumenten gaven een extra duwtje aan de verkoop door bij hun ouders aan te dringen op aankoop van Liebig-producten.
De chromo's werden verwerkt in reeksen van 6 of 12 prenten. De chromo's werden uitgegeven van 1872 tot 1914. Nadien heeft men meer traditionele druktechnieken gebruikt om de prentjes te drukken. De series werden in verschillende talen uitgebracht: er waren onder andere Duitse, Franse, Engelse, Italiaanse, Spaanse en Nederlandse edities, waarbij de 700 Nederlandstalige series verdeeld waren in een Vlaamse en Hollandse uitgave. Er bestaat een internationale verzamelaarskring voor deze afbeeldingen. In Nederland en België verzamelen de meeste verzamelaars een bepaald thema en trachten dan ook die verzameling zo volledig mogelijk te maken. De Liebig-catalogi vormen een belangrijke naslagbron. De onderwerpen zijn oneindig verschillend: enkele thema's zijn: kastelen, geschiedenis, kleding, topografie, planten en dieren, kinderspelen, poppen, biljart en voetballen.